# موتور وی۸

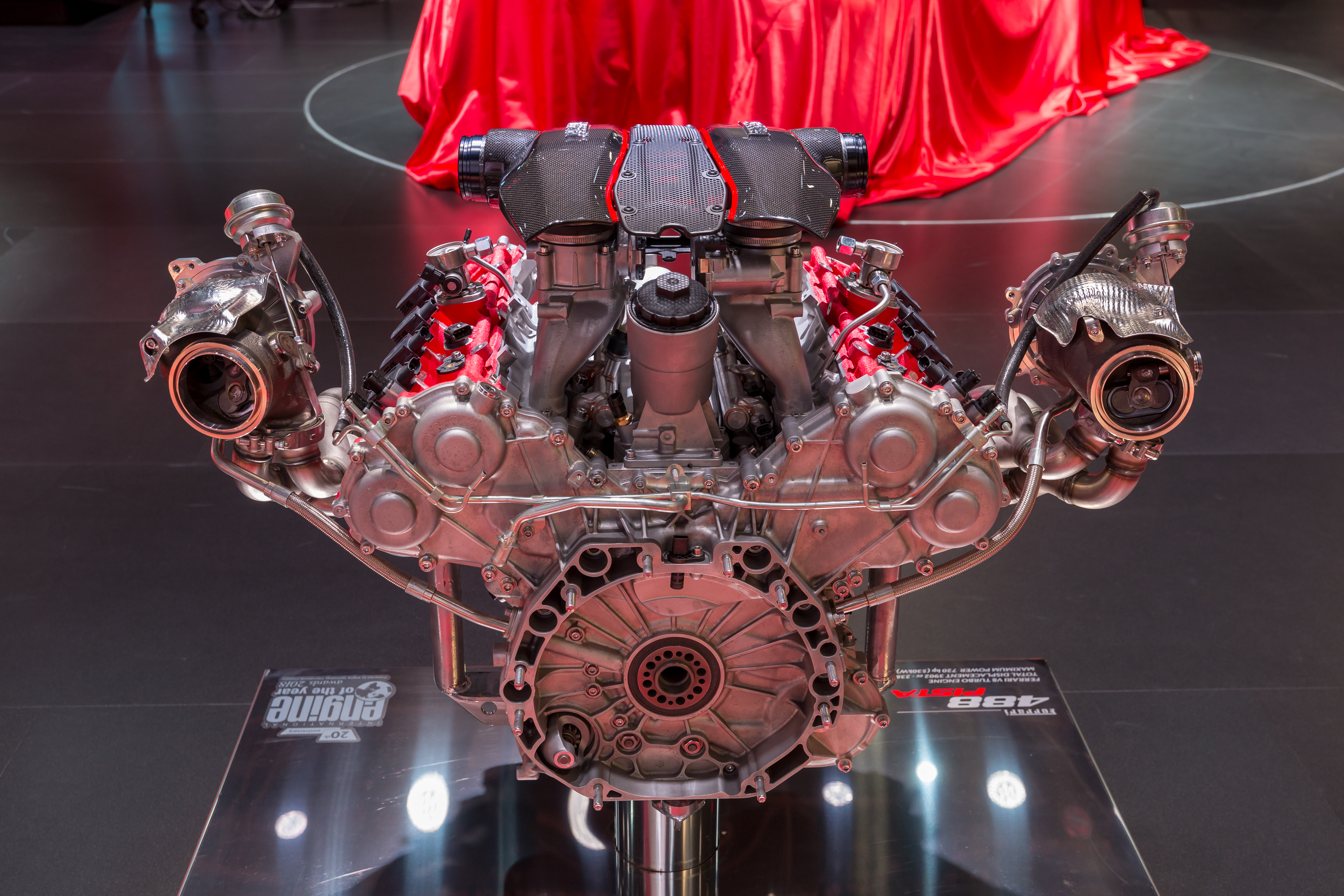
موتور وی۸ با توربوشارژر دوگانه متعلق به فراری ۴۸۸ پیستا

موتور وی۸ (به انگلیسی: V8 engine) گونه‌ای موتور درون‌سوز پیستونی ۸ سیلندر وی‌شکل است که در آن سیلندرها در دو مجموعهٔ چهارتایی جا گرفته و هر ۸ پیستون به یک میل‌لنگ واحد متصل هستند. در بیشتر موتورهای وی۸، سیلندرها با زاویهٔ ۹۰ درجه نسبت به یکدیگر قرار گرفته‌اند؛ با این حال در برخی موارد از زوایای ۴۵ درجه، ۶۰ درجه یا ۷۲ درجه نیز استفاده می‌شود.
در ساده‌ترین گونه از این موتور، وی۸ در واقع ترکیبی از دو موتور چهارسیلندر خطی است که از یک میل‌لنگ مشترک بهره‌مند هستند. این پیکربندی ساده، که از میل‌لنگ تخت سود می‌برد، به مشکلات دینامیکی بی‌تعادلی ثانویه برابر با دو موتور ۴سیلندر خطی نیز دچار بوده که باعث ایجاد لرزش در نمونه‌های با حجم موتور بالا می‌شود.
از دههٔ ۱۹۲۰، بیشتر موتورهای وی۸ به میل‌لنگ ضربدری با ساختاری پیچیده‌تر به همراه وزنه تعادل سنگین مجهز شدند تا لرزش در آن‌ها به حداقل برسد. در نتیجه موتورهای وی۸ دارای کارکرد نرم و روان‌تری نسبت به موتورهای وی۶، و در عین حال دارای هزینهٔ ساخت پایین‌تری در مقایسه با موتورهای وی۱۲ هستند.
بسیاری از موتورهای وی۸ طراحی شده برای خودروهای مسابقه‌ای، همچنان از میل‌لنگ‌های تخت استفاده می‌کنند؛ زیرا این نوع میل‌لنگ، شتاب‌گیری سریع‌تر و به‌کارگیری سامانه‌های اگزوز بهینه‌تر را امکان‌پذیر می‌کند.